# Rudolf Stark
Rudolf Stark, född den 13 juli 1912 i Saargemünd, död den 22 juli 1966 i Saarbrücken, var en tysk klassisk filolog.
Stark studerade klassisk filologi, historia och religionsvetenskap i Göttingen och Berlin. I Göttingen påverkades han särskilt av sina lärare Hermann Fränkel, Kurt Latte och Max Pohlenz. Efter sin promotion (1936, under Max Pohlenz och Ulrich Knoche) blev Stark vetenskaplig medarbetare vid Thesaurus Linguae Latinae. Vid andra världskrigets utbrott blev Stark inkallad. Efter en kort krigsfångenskap flyttade han hösten 1945 till Köln, där han var verksam som gymnasielärare och lärare vid universitetet (från 1947). Den 1 april 1949 kallades han till det nygrundade Universität des Saarlandes som extra ordinarie professor i grekiska litteraturen och språket. Efter att han 1955 genomfört sin habilitation i Göttingen utnämndes han till ordinarie professor.
Som akademisk lärare och organisatör av seminariet i klassisk filologi i Saarbrücken uppnådde Stark högt anseende. I sin forskning sysselsatte han sig med stora delar av den grekiska och latinska litteraturen från den arkaiska tiden till senantiken. År 1964 grundade han skriftserien Palingenesia. En forskningstyngdpunkt hos Stark var den antika statsläran. I sin dissertation analyserade han semantik och historia för begreppet res publica. I senare uppsatser sysslade han med den gammalromerska diktaturens väsen, med Ciceros statsdefinition och med romarnas majoritetsprincip. Dessutom förberedde han en kommentar till Politiken av Aristoteles, som hann aldrig hann fullfölja. Flera av hans undersökningar om politik och retorik utkom postumt, utgivna av hans lärjunge Peter Steinmetz.